# 復原臥式
復原臥式（英語：recovery position），或稱復原體位、復甦姿勢等，是急救裡一系列側臥或側伏臥的姿勢，多用於失去意識但仍有呼吸的傷患者。
當一個人的格拉斯哥昏迷指數為8或以下，即可稱為「失去意識」或「昏迷」，失去意識者如果處於仰臥姿勢（即背著地，臉朝天），他的氣道就有可能無法如有意識的人一樣保持暢通。氣道一旦被阻塞，空氣即無法進入肺部，窒礙氣體交換的進行，導致缺氧並危及生命。每年很多人本身因為非致命的原因失去意識，但卻因為暈倒後引起的氣道阻塞而喪命。很多原因會令人失去意識，由中暑、血糖過低、酒精中毒（醉酒）、一氧化碳中毒、中風、癲癇、創傷到嚴重出血都有可能。
由於專業醫護人員或者可以採取其他更加先進有效的氣道管理手段，例如氣管插管（俗稱“插管”或“插喉”），所以他們不一定會對失去意識者使用復原臥式。

## 作用
使用復原臥式可以防止仰臥在地的傷患者因為氣道阻塞而窒息。氣道阻塞的原因有二：

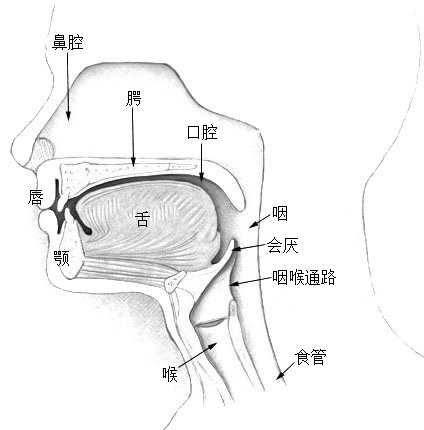
人類口腔和咽喉部，可見咽在舌的後方。臉朝天躺臥時，如果身體無法控制肌肉，舌頭便會後墮到咽頭位置，繼而堵塞整個氣道

- 機械性阻塞：即固體異物堵塞氣道。多數情況下是由於傷患者失去意識，喪失控制肌肉能力和肌張力，加上處於仰臥姿勢，導致舌頭因地心吸力而後墮至咽後部，堵塞了氣道。[5]

- 液體阻塞：液體（通常是傷患者本身的嘔吐物）在咽部積聚，令傷患者有如淹水一樣窒息。舌頭後墮，由胃部湧上來的嘔吐物就會受到阻擋，形成所謂的「被動反芻」 （passive regurgitation），加重窒息的可能。另外，被困在咽喉的液體會經氣管倒流肺部，假如當中有胃酸，便會灼傷肺內壁，併發吸入性肺炎。

將傷患者置於復原臥式，可借助地心吸力清除堵在咽喉的舌頭、異物或液體。
國際心肺復甦聯合會（International Liaison Committee on Resuscitation，簡稱ILCOR）並沒有指定推薦任何一種復原臥式，但建議施行急救者使用復原臥式時跟隨以下六個要點：
1. 需將傷患者盡量置為側臥並讓其頭部有所支撐，以讓其口腔或咽喉內的液體流出。
2. 需保持傷患者姿勢穩定。
3. 避免擠壓傷患者胸口、以免影響呼吸。
4. 假如懷疑傷患者頸椎受傷，需讓施救者可輕易地及安全地將傷患者轉側或躺平。
5. 能夠清楚觀察及容易觸及和清理氣道（咽喉部）。
6. 復原臥式姿勢本身不可對傷患者帶來任何傷害。

## 外部連結
- NHS Direct – The recovery position （页面存档备份，存于） (includes a video)
- The Recovery Position （页面存档备份，存于） – step-by-step description with diagrams, from Harvard Medical School